# Австрія на зимових Олімпійських іграх 2022
Австрія взяла участь у зимових Олімпійських іграх 2022 року, що тривали з 4 до 20 лютого в Пекіні (Китай).
Юлія Дуймовіц і Бен'ямін Маєр несли прапор країни на церемонії відкриття. А на церемонії закриття прапор доручили нести гірськолижникам Катаріні Лінсбергер і Йоганнесу Штрольцу.

## Спортсмени
Кількість спортсменів, що взяли участь в Іграх, за видами спорту.
| Вид спорту          | Чоловіки | Жінки | Загалом |
| ------------------- | -------- | ----- | ------- |
| Гірськолижний спорт | 11       | 11    | 22      |
| Біатлон             | 5        | 5     | 10      |
| Бобслей             | 8        | 2     | 10      |
| Лижні перегони      | 3        | 2     | 5       |
| Фігурне катання     | 1        | 2     | 3       |
| Фристайл            | 7        | 6     | 13      |
| Санний спорт        | 7        | 3     | 10      |
| Лижне двоборство    | 5        | 0     | 5       |
| Скелетон            | 2        | 1     | 3       |
| Стрибки з трампліна | 5        | 4     | 9       |
| Ковзанярський спорт | 1        | 1     | 2       |
| Сноубординг         | 9        | 4     | 13      |
| Загалом             | 64       | 41    | 105     |

## Медалісти
| Ім'я                | Вид спорту          | 1 | 2 | 3 | Загалом |
| Йоганнес Штрольц    | Гірськолижний спорт | 2 | 1 | 0 | 3       |
| Мануель Феттнер     | Стрибки з трампліна | 1 | 1 | 0 | 2       |
| Катаріна Лінсбергер | Гірськолижний спорт | 1 | 1 | 0 | 2       |
| Маттіас Маєр        | Гірськолижний спорт | 1 | 0 | 1 | 2       |
| Вольфганг Кіндль    | Санний спорт        | 0 | 2 | 0 | 2       |
| Лоренц Коллер       | Санний спорт        | 0 | 1 | 1 | 2       |
| Томас Штеу          | Санний спорт        | 0 | 1 | 1 | 2       |

| Медалі за статтю | Медалі за статтю | Медалі за статтю | Медалі за статтю | Медалі за статтю |
| ---------------- | ---------------- | ---------------- | ---------------- | ---------------- |
| Стать            | 1                | 2                | 3                | Загалом          |
| Male             | 5                | 3                | 3                | 11               |
| Female           | 1                | 3                | 1                | 5                |
| Mixed            | 1                | 1                | 0                | 1                |
| Загалом          | 7                | 7                | 4                | 18               |

| Медалі за видами спорту | Медалі за видами спорту | Медалі за видами спорту | Медалі за видами спорту | Медалі за видами спорту |
| ----------------------- | ----------------------- | ----------------------- | ----------------------- | ----------------------- |
| Вид спорту              | 1                       | 2                       | 3                       | Загалом                 |
| Гірськолижний спорт     | 3                       | 3                       | 1                       | 7                       |
| Сноубординг             | 3                       | 1                       | 0                       | 4                       |
| Стрибки з трампліна     | 1                       | 1                       | 0                       | 2                       |
| Санний спорт            | 0                       | 2                       | 1                       | 3                       |
| Лижні перегони          | 0                       | 0                       | 1                       | 1                       |
| Лижне двоборство        | 0                       | 0                       | 1                       | 1                       |
| Загалом                 | 7                       | 7                       | 4                       | 18                      |

| Медалі за датою | Медалі за датою | Медалі за датою | Медалі за датою | Медалі за датою | Медалі за датою |
| --------------- | --------------- | --------------- | --------------- | --------------- | --------------- |
| День            | Дата            | 1               | 2               | 3               | Загалом         |
| 1-й день        | 5 лютого        | 0               | 0               | 1               | 1               |
| 2-й день        | 6 лютого        | 0               | 2               | 0               | 2               |
| 3-й день        | 7 лютого        | 0               | 0               | 1               | 1               |
| 4-й день        | 8 лютого        | 2               | 1               | 0               | 3               |
| 5-й день        | 9 лютого        | 0               | 1               | 2               | 3               |
| 6-й день        | 10 лютого       | 2               | 1               | 0               | 3               |
| 7-й день        | 11 лютого       | 0               | 1               | 0               | 1               |
| 8-й день        | 12 лютого       | 0               | 0               | 0               | 0               |
| 9-й день        | 13 лютого       | 0               | 0               | 0               | 0               |
| 10-й день       | 14 лютого       | 1               | 0               | 0               | 1               |
| 11-й день       | 15 лютого       | 1               | 0               | 0               | 1               |
| 12-й день       | 16 лютого       | 0               | 1               | 0               | 1               |
| 13-й день       | 17 лютого       | 0               | 0               | 0               | 0               |
| 14-й день       | 18 лютого       | 0               | 0               | 0               | 0               |
| 15-й день       | 19 лютого       | 0               | 0               | 0               | 0               |
| 16-й день       | 20 лютого       | 1               | 0               | 0               | 1               |
| Загалом         | Загалом         | 7               | 7               | 4               | 18              |

Список австрійських спортсменів, що на Іграх здобули медалі.
| Медаль | Ім'я                                                                                                 | Вид спорту          | Дисципліна                                     | Дата      |
| ------ | --- | ------------------- | ---------------------------------------------- | --------- |
| Золото | Маттіас Маєр                                                                                         | Гірськолижний спорт | Супергігант (чоловіки)                         | 8 лютого  |
| Золото | Беньямін Карл                                                                                        | Сноубординг         | Паралельний гігантський слалом (чоловіки)      | 8 лютого  |
| Золото | Алессандро Геммерле                                                                                  | Сноубординг         | Сноубордкрос (чоловіки)                        | 10 лютого |
| Золото | Йоганнес Штрольц                                                                                     | Гірськолижний спорт | Комбінація (чоловіки)                          | 10 лютого |
| Золото | Штефан Крафт Даніель Губер Ян Герль Мануель Феттнер                                                  | Стрибки з трампліна | Великий трамплін, командна першість (чоловіки) | 14 лютого |
| Золото | Анна Гассер                                                                                          | Сноубординг         | Біг-ейр (жінки)                                | 15 лютого |
| Золото | Катаріна Губер Катаріна Лінсбергер Катаріна Труппе Штефан Бреннштайнер Міхаель Матт Йоганнес Штрольц | Гірськолижний спорт | Змішані команди                                | 20 лютого |
| Срібло | Мануель Феттнер                                                                                      | Стрибки з трампліна | Чоловіки's Individual normal hill              | 6 лютого  |
| Срібло | Вольфганг Кіндль                                                                                     | Санний спорт        | Одномісні сани (чоловіки)                      | 6 лютого  |
| Срібло | Даніела Ульбінґ                                                                                      | Сноубординг         | Паралельний гігантський слалом (жінки)         | 8 лютого  |
| Срібло | Катаріна Лінсбергер                                                                                  | Гірськолижний спорт | Слалом (жінки)                                 | 9 лютого  |
| Срібло | Маделайне Егле Вольфганг Кіндль Томас Штеу Лоренц Коллер                                             | Санний спорт        | Естафета                                       | 10 лютого |
| Срібло | Мір'ям Пухнер                                                                                        | Гірськолижний спорт | Супергігант (жінки)                            | 11 лютого |
| Срібло | Йоганнес Штрольц                                                                                     | Гірськолижний спорт | Слалом (чоловіки)                              | 16 лютого |
| Бронза | Тереза Штадлобер                                                                                     | Лижні перегони      | 15 км скіатлон (жінки)                         | 5 лютого  |
| Бронза | Маттіас Маєр                                                                                         | Гірськолижний спорт | Швидкісний спуск (чоловіки)                    | 7 лютого  |
| Бронза | Лукас Грайдерер                                                                                      | Лижне двоборство    | Індивідуальний нормальний трамплін/10 км       | 9 лютого  |
| Бронза | Томас Штеу Лоренц Коллер                                                                             | Санний спорт        | Двомісні сани                                  | 9 лютого  |

## Гірськолижний спорт
Від Австрії на Ігри кваліфікувалися одинадцять гірськолижників і одинадцять гірськолижниць. Отмар Штрідінґер кваліфікувався і був обраний до складу збірної, а не змагався в жодній дисципліні.
Чоловіки
| Спортсмен            | Дисципліна         | 1-й спуск | 1-й спуск | 2-й спуск   | 2-й спуск   | Сума        | Сума        |
| Спортсмен            | Дисципліна         | Час       | Місце     | Час         | Місце       | Час         | Місце       |
| -------------------- | ------------------ | --------- | --------- | ----------- | ----------- | ----------- | ----------- |
| Рафаель Газер        | Комбінація         | 1:44.63   | 10        | 48.64       | 4           | 2:33.27     | 7           |
| Марко Шварц          | Комбінація         | 1:44.07   | 5         | 48.64       | 4           | 2:32.71     | 5           |
| Йоганнес Штрольц     | Комбінація         | 1:43.87   | 4         | 47.56       | 1           | 2:31.43     | 1           |
| Макс Франц           | Швидкісний спуск   | Н/Д       | 1:43:52   | 9           |             |             |             |
| Даніель Геметсберґер | Швидкісний спуск   | Н/Д       | 1:44:59   | 21          |             |             |             |
| Вінцент Кріхмайр     | Швидкісний спуск   | Н/Д       | 1:43:45   | 8           |             |             |             |
| Маттіас Маєр         | Швидкісний спуск   | Н/Д       | 1:42.85   | 3           |             |             |             |
| Штефан Бреннштайнер  | Гігантський слалом | 1:02.97   | 2         | 1:22:01     | 40          | 2:24.98     | 27          |
| Мануель Феллер       | Гігантський слалом | 1:03.67   | 7         | НФ          | НФ          | НФ          | НФ          |
| Рафаель Газер        | Гігантський слалом | 1:04.99   | 17        | 1:07.40     | 9           | 2:12.39     | 11          |
| Марко Шварц          | Гігантський слалом | 1:05.04   | 18        | 1:07.43     | 11          | 2:12.47     | 14          |
| Мануель Феллер       | Слалом             | НФ        | НФ        | Не потрапив | Не потрапив | Не потрапив | Не потрапив |
| Міхаель Матт         | Слалом             | 54.36     | 7         | НФ          | НФ          | НФ          | НФ          |
| Марко Шварц          | Слалом             | 56.26     | 25        | 50.35       | 5           | 1:46.61     | 17          |
| Йоганнес Штрольц     | Слалом             | 53.92     | 1         | 50.78       | 13          | 1:44.70     | 2           |
| Макс Франц           | Супергігант        | Н/Д       | НФ        | НФ          |             |             |             |
| Рафаель Газер        | Супергігант        | Н/Д       | НФ        | НФ          |             |             |             |
| Вінцент Кріхмайр     | Супергігант        | Н/Д       | 1:20.70   | 5           |             |             |             |
| Маттіас Маєр         | Супергігант        | Н/Д       | 1:19.94   | 1           |             |             |             |

Жінки
| Спортсменка         | Дисципліна         | 1-й спуск | 1-й спуск | 2-й спуск    | 2-й спуск    | Сума         | Сума         |
| Спортсменка         | Дисципліна         | Час       | Місце     | Час          | Місце        | Час          | Місце        |
| ------------------- | ------------------ | --------- | --------- | ------------ | ------------ | ------------ | ------------ |
| Катаріна Губер      | Комбінація         | 1:35.68   | 19        | 53.12        | 2            | 2:28.80      | 5            |
| Крістіне Шаєр       | Комбінація         | 1:32.42   | 1         | 56.83        | 7            | 2:29.25      | 6            |
| Рамона Зібенгофер   | Комбінація         | 1:32.56   | 3         | 57.13        | 10           | 2:29.69      | 7            |
| Корнелія Гюттер     | Швидкісний спуск   | Н/Д       | Н/Д       | Н/Д          | Н/Д          | 1:33.35      | 7            |
| Мір'ям Пухнер       | Швидкісний спуск   | Н/Д       | Н/Д       | Н/Д          | Н/Д          | 1:33.45      | 8            |
| Рамона Зібенгофер   | Швидкісний спуск   | Н/Д       | Н/Д       | Н/Д          | Н/Д          | 1:33.81      | 12           |
| Тамара Тіпплер      | Швидкісний спуск   | Н/Д       | Н/Д       | Н/Д          | Н/Д          | 1:34.39      | 19           |
| Штефані Бруннер     | Гігантський слалом | НФ        | НФ        | Не потрапила | Не потрапила | Не потрапила | Не потрапила |
| Катаріна Лінсбергер | Гігантський слалом | 59.34     | 13        | 58.90        | 17           | 1:58.24      | 15           |
| Рамона Зібенгофер   | Гігантський слалом | 59.86     | 19        | НФ           | НФ           | Н/Д          | Н/Д          |
| Катаріна Труппе     | Гігантський слалом | 57.86     | 2         | 58.63        | 14           | 1:56.49      | 4            |
| Катаріна Ґалльгубер | Слалом             | 53.40     | 10        | 53.93        | 25           | 1:47.33      | 14           |
| Катаріна Губер      | Слалом             | 53.54     | 12        | 53.38        | 18           | 1:46.92      | 12           |
| Катаріна Лінсбергер | Слалом             | 52.83     | 7         | 52.23        | 2            | 1:45.06      | 2            |
| Катаріна Труппе     | Слалом             | НФ        | НФ        | Не потрапила | Не потрапила | Не потрапила | Не потрапила |
| Корнелія Гюттер     | Супергігант        | Н/Д       | Н/Д       | Н/Д          | Н/Д          | 1:14.19      | 8            |
| Мір'ям Пухнер       | Супергігант        | Н/Д       | Н/Д       | Н/Д          | Н/Д          | 1:13.73      | 2            |
| Аріане Редлер       | Супергігант        | Н/Д       | Н/Д       | Н/Д          | Н/Д          | 1:15.33      | 20           |
| Тамара Тіпплер      | Супергігант        | Н/Д       | Н/Д       | Н/Д          | Н/Д          | 1:13.84      | 4            |

Змішані
| Спортсмени                                                                                           | Дисципліна | 1/8 фіналу         | Чвертьфінал          | Півфінал              | Фінал / БМ             | Фінал / БМ |
| Спортсмени                                                                                           | Дисципліна | Суперник Результат | Суперник Результат   | Суперник Результат    | Суперник Результат     | Місце      |
| --- | ---------- | ------------------ | -------------------- | --------------------- | ---------------------- | ---------- |
| Катаріна Губер Катаріна Лінсбергер Катаріна Труппе Штефан Бреннштайнер Міхаель Матт Йоганнес Штрольц | Команди    | bye                | Словенія (SLO) W 3–1 | Норвегія (NOR) W 2*–2 | Німеччина (GER) W 2*–2 | 1          |

## Біатлон
Завдяки рейтингу країни в Кубку світу 2020—2021 і Кубку світу 2021—2022 збірна Австрії складалася з 5-х чоловіків і 5-х жінок.
Чоловіки
| Спортсмен                                               | Дисципліна              | Час       | Хиби        | Місце |
| ------------------------------------------------------- | ----------------------- | --------- | ----------- | ----- |
| Зімон Едер                                              | Індивідуальні перегони  | 52:09.4   | 2 (0+0+1+1) | 20    |
| Давід Коматц                                            | Індивідуальні перегони  | 54:24.1   | 3 (1+0+1+1) | 45    |
| Фелікс Ляйтнер                                          | Індивідуальні перегони  | 51:41.7   | 1 (1+0+0+0) | 16    |
| Гаральд Леммерер                                        | Індивідуальні перегони  | 55:22.7   | 4 (0+1+2+1) | 57    |
| Зімон Едер                                              | Масстарт                | 40:10.8   | 2 (2+0+0+0) | 7     |
| Фелікс Ляйтнер                                          | Масстарт                | 43:37.9   | 7 (2+1+2+2) | 29    |
| Зімон Едер                                              | Перегони переслідування | 44:18.7   | 5 (0+2+2+1) | 37    |
| Фелікс Ляйтнер                                          | Перегони переслідування | 42:16.3   | 1 (0+1+0+0) | 10    |
| Зімон Едер                                              | Спринт                  | 25:26.9   | 1 (0+1)     | 18    |
| Патрік Якоб                                             | Спринт                  | 27:10.9   | 1 (0+1)     | 72    |
| Давід Коматц                                            | Спринт                  | 27:02.5   | 2 (0+2)     | 69    |
| Фелікс Ляйтнер                                          | Спринт                  | 26:33.8   | 2 (1+1)     | 46    |
| Давід Коматц Зімон Едер Фелікс Ляйтнер Гаральд Леммерер | Естафета                | 1:23:31.9 | 2+8         | 10    |

Жінки
| Спортсменка                                                | Дисципліна              | Час       | Хиби        | Місце |
| ---------------------------------------------------------- | ----------------------- | --------- | ----------- | ----- |
| Ліза-Тереза Гаузер                                         | Індивідуальні перегони  | 46:36.0   | 3 (0+1+1+1) | 17    |
| Катаріна Іннергофер                                        | Індивідуальні перегони  | 48:10.0   | 4 (0+2+0+2) | 26    |
| Анна Юппе                                                  | Індивідуальні перегони  | 52:49.7   | 8 (1+3+1+3) | 75    |
| Юлія Швайґер                                               | Індивідуальні перегони  | 48:42.2   | 3 (2+1+0+0) | 31    |
| Ліза-Тереза Гаузер                                         | Масстарт                | 42:07.6   | 4 (0+1+1+2) | 11    |
| Катаріна Іннергофер                                        | Масстарт                | 42:42.7   | 6 (1+0+2+3) | 14    |
| Ліза-Тереза Гаузер                                         | Перегони переслідування | 36:56.7   | 2 (0+0+1+1) | 7     |
| Катаріна Іннергофер                                        | Перегони переслідування | 38:24.7   | 3 (0+0+1+2) | 22    |
| Юлія Швайґер                                               | Перегони переслідування | 40:42.2   | 3 (0+0+1+2) | 44    |
| Ліза-Тереза Гаузер                                         | Спринт                  | 21:31.6   | 0 (0+0)     | 4     |
| Катаріна Іннергофер                                        | Спринт                  | 22:26.4   | 2 (0+2)     | 21    |
| Юлія Швайґер                                               | Спринт                  | 23:16.2   | 2 (1+1)     | 45    |
| Дуня Здуц                                                  | Спринт                  | 25:32.1   | 2 (0+2)     | 85    |
| Ліза-Тереза Гаузер Катаріна Іннергофер Анна Юппе Дуня Здуц | Естафета                | 1:15:07.6 | 3+7         | 9     |

Змішані
| Спортсмени                                                | Дисципліна | Час       | Хиби | Місце |
| --------------------------------------------------------- | ---------- | --------- | ---- | ----- |
| Зімон Едер Ліза-Тереза Гаузер Фелікс Ляйтнер Юлія Швайґер | Естафета   | 1:09:44.2 | 2+13 | 10    |

## Бобслей
Завдяки місцям у Кубку світу 2021–2022 від Австрії на Ігри кваліфікувалися 6 екіпажів бобів.
Чоловіки
| Спортсмен                                                      | Дисципліна          | 1-й заїзд | 1-й заїзд | 2-й заїзд | 2-й заїзд | 3-й заїзд | 3-й заїзд | 4-й заїзд    | 4-й заїзд    | Сума    | Сума  |
| Спортсмен                                                      | Дисципліна          | Час       | Місце     | Час       | Місце     | Час       | Місце     | Час          | Місце        | Час     | Місце |
| -------------------------------------------------------------- | ------------------- | --------- | --------- | --------- | --------- | --------- | --------- | ------------ | ------------ | ------- | ----- |
| Бен'ямін Маєр* Маркус Заммер                                   | Двійки (чоловіки)   | 59.51     | 5         | 59.96     | 8         | 59.64     | 6         | 1:00.01      | 9            | 3:59.12 | 5     |
| Маркус Трайхль* Маркус Ґлюк                                    | Двійки (чоловіки)   | 1:00.42   | 26        | 1:00.52   | 25        | 1:00.66   | 27        | Не потрапили | Не потрапили | 3:01.60 | 26    |
| Бен'ямін Маєр* Маркус Заммер Саша Штепан Крістіан Губер        | Четвірки (чоловіки) | 58.76     | 8         | 59.46     | 11        | 59.17     | 11        | 1:00.10      | 20           | 3:57.49 | 12    |
| Маркус Трайхль* Маркус Ґлюк Себастьян Міттерер Роберт Екшлаґер | Четвірки (чоловіки) | 59.53     | 21        | 1:00.07   | 24        | 59.59     | 21        | Не потрапили | Не потрапили | 2:59.19 | 22    |

Жінки
| Спортсмен                         | Дисципліна     | 1-й заїзд | 1-й заїзд | 2-й заїзд | 2-й заїзд | 3-й заїзд | 3-й заїзд | 4-й заїзд | 4-й заїзд | Сума    | Сума  |
| Спортсмен                         | Дисципліна     | Час       | Місце     | Час       | Місце     | Час       | Місце     | Час       | Місце     | Час     | Місце |
| --------------------------------- | -------------- | --------- | --------- | --------- | --------- | --------- | --------- | --------- | --------- | ------- | ----- |
| Катрін Баєрль                     | Монобоб        | 1:05.39   | 8         | 1:06.00   | 13        | 1:06.57   | 16        | 1:06.56   | 17        | 4:24.52 | 14    |
| Катрін Баєрль* Дженніфер Онасанья | Двійки (жінки) | 1:01.91   | 13        | 1:02.12   | 12        | 1:01.89   | 9         | 1:02.32   | 16        | 4:08.24 | 10    |

## Лижні перегони
Від Австрії на Ігри кваліфікувалися три лижники і чотири лижниці, але країна відмовилася від двох квотних місць для жінок.
Дистанційні перегони
| Спортсмен        | Дисципліна                        | Класичний стиль | Класичний стиль | Вільний стиль | Вільний стиль | Фінал     | Фінал       | Фінал |
| Спортсмен        | Дисципліна                        | Час             | Місце           | Час           | Місце         | Час       | Відставання | Місце |
| ---------------- | --------------------------------- | --------------- | --------------- | ------------- | ------------- | --------- | ----------- | ----- |
| Міка Вермойлен   | 15 км класичним стилем (чоловіки) | Н/Д             | Н/Д             | Н/Д           | Н/Д           | 40:37.8   | +2:43.0     | 23    |
| Міка Вермойлен   | 30 км скіатлон (чоловіки)         | 41:18.0         | 20              | 38:49.7       | 13            | 1:20:40.0 | +4:30.2     | 16    |
| Тереза Штадлобер | 10 км класичним стилем (жінки)    | Н/Д             | Н/Д             | Н/Д           | Н/Д           | 29:16.9   | +1:10.6     | 9     |
| Тереза Штадлобер | 30 км вільним стилем (жінки)      | Н/Д             | Н/Д             | Н/Д           | Н/Д           | 1:28:36.5 | +3:42.5     | 11    |
| Ліза Унтервегер  | 10 км класичним стилем (жінки)    | Н/Д             | Н/Д             | Н/Д           | Н/Д           | 31:02.1   | +2:55.8     | 31    |
| Тереза Штадлобер | 15 км скіатлон (жінки)            | 22:38.7         | 5               | 21:19.8       | 4             | 44:44.2   | +30.5       | 3     |

Спринт
| Спортсмен                        | Дисципліна                       | Кваліфікація | Кваліфікація | Чвертьфінал  | Чвертьфінал  | Півфінал     | Півфінал     | Фінал        | Фінал        | Фінал        |
| Спортсмен                        | Дисципліна                       | Час          | Місце        | Час          | Місце        | Час          | Місце        | Час          | Відставання  | Місце        |
| -------------------------------- | -------------------------------- | ------------ | ------------ | ------------ | ------------ | ------------ | ------------ | ------------ | ------------ | ------------ |
| Міхаель Феттінґер                | Індивідуальний спринт (чоловіки) | 2:56.58      | 39           | Не потрапив  | Не потрапив  | Не потрапив  | Не потрапив  | Не потрапив  | Не потрапив  | Не потрапив  |
| Беньямін Мозер                   | Індивідуальний спринт (чоловіки) | 2:58.07      | 43           | Не потрапив  | Не потрапив  | Не потрапив  | Не потрапив  | Не потрапив  | Не потрапив  | Не потрапив  |
| Міхаель Феттінґер Беньямін Мозер | Командний спринт (чоловіки)      | Н/Д          | Н/Д          | Н/Д          | Н/Д          | 20:07.78     | 4 Q          | 21:15.00     | +1:52.01     | 10           |
| Ліза Унтервегер                  | Спринт (жінки)                   | 3:24.83      | 34           | Не потрапила | Не потрапила | Не потрапила | Не потрапила | Не потрапила | Не потрапила | Не потрапила |
| Тереза Штадлобер Ліза Унтервегер | Командний спринт (жінки)         | Н/Д          | Н/Д          | Н/Д          | Н/Д          | 23:08.34     | 3 Q          | 22:55.25     | +45.40       | 6            |

## Фігурне катання
На Чемпіонаті світу 2021 року в Стокгольмі Австрія здобула по одному квотному місцю в жіночому одиночному катанні і в парному катанні.
| Спортсмени                    | Дисципліна                | КП    | КП    | ДП           | ДП           | Загалом      | Загалом      |
| Спортсмени                    | Дисципліна                | Бали  | Місце | Бали         | Місце        | Бали         | Місце        |
| ----------------------------- | ------------------------- | ----- | ----- | ------------ | ------------ | ------------ | ------------ |
| Ольга Мікутіна                | Одиночні змагання (жінки) | 61.14 | 18    | 121.06       | 14           | 182.20       | 14           |
| Міріам Ціглер / Северін Кіфер | Пари                      | 51.96 | 18    | Не потрапили | Не потрапили | Не потрапили | Не потрапили |

## Фристайл
Від Австрії на Ігри кваліфікувалися 7 чоловік і 6 жінок.
Фріскі
Чоловіки
| Спортсмен     | Дисципліна | Кваліфікація | Кваліфікація | Кваліфікація | Кваліфікація | Кваліфікація | Фінал       | Фінал       | Фінал       | Фінал       | Фінал       |
| Спортсмен     | Дисципліна | 1-ша спроба  | 2-га спроба  | 3-тя спроба  | Найкраща     | Місце        | 1-ша спроба | 2-га спроба | 3-тя спроба | Найкраща    | Місце       |
| ------------- | ---------- | ------------ | ------------ | ------------ | ------------ | ------------ | ----------- | ----------- | ----------- | ----------- | ----------- |
| Даніель Бахер | Біг-ейр    | 75.00        | 56.75        | 69.00        | 144.00       | 21           | Не потрапив | Не потрапив | Не потрапив | Не потрапив | Не потрапив |
| Матей Швансер | Біг-ейр    | 61.75        | 27.75        | 25.50        | 89.50        | 26           | Не потрапив | Не потрапив | Не потрапив | Не потрапив | Не потрапив |
| Марко Ладнер  | Хафпайп    | 53.50        | 6.50         | Н/Д          | 53.50        | 17           | Не потрапив | Не потрапив | Не потрапив | Не потрапив | Не потрапив |
| Даніель Бахер | Слоупстайл | 63.60        | 16.21        | Н/Д          | 63.60        | 17           | Не потрапив | Не потрапив | Не потрапив | Не потрапив | Не потрапив |
| Матей Швансер | Слоупстайл | 37.25        | 74.86        | Н/Д          | 74.86        | 9            | 73.05       | 31.86       | 49.83       | 73.05       | 8           |

Жінки
| Спортсменка   | Дисципліна | Кваліфікація | Кваліфікація | Кваліфікація | Кваліфікація | Кваліфікація | Фінал        | Фінал        | Фінал        | Фінал        | Фінал        |
| Спортсменка   | Дисципліна | 1-ша спроба  | 2-га спроба  | 3-тя спроба  | Найкраща     | Місце        | 1-ша спроба  | 2-га спроба  | 3-тя спроба  | Найкраща     | Місце        |
| ------------- | ---------- | ------------ | ------------ | ------------ | ------------ | ------------ | ------------ | ------------ | ------------ | ------------ | ------------ |
| Лаура Вальнер | Біг-ейр    | 59.50        | 9.00         | 9.00         | 68.50        | 23           | Не потрапила | Не потрапила | Не потрапила | Не потрапила | Не потрапила |
| Лара Вольф    | Біг-ейр    | 25.25        | 36.25        | 55.25        | 91.50        | 21           | Не потрапила | Не потрапила | Не потрапила | Не потрапила | Не потрапила |
| Лаура Вальнер | Слоупстайл | 30.36        | 30.70        | Н/Д          | 30.70        | 25           | Не потрапила | Не потрапила | Не потрапила | Не потрапила | Не потрапила |
| Лара Вольф    | Слоупстайл | 62.56        | 24.38        | Н/Д          | 62.56        | 14           | Не потрапила | Не потрапила | Не потрапила | Не потрапила | Не потрапила |

Могул
| Спортсменка       | Дисципліна    | Кваліфікація | Кваліфікація | Кваліфікація | Кваліфікація | Кваліфікація | Кваліфікація | Кваліфікація | Кваліфікація | Фінал        | Фінал        | Фінал        | Фінал        | Фінал        | Фінал        | Фінал        | Фінал        | Фінал        | Фінал        | Фінал        | Фінал     |
| Спортсменка       | Дисципліна    | 1-й спуск    | 1-й спуск    | 1-й спуск    | 1-й спуск    | 2-й спуск    | 2-й спуск    | 2-й спуск    | 2-й спуск    | 1-й спуск    | 1-й спуск    | 1-й спуск    | 1-й спуск    | 2-й спуск    | 2-й спуск    | 2-й спуск    | 2-й спуск    | 3-й спуск    | 3-й спуск    | 3-й спуск    | 3-й спуск |
| Спортсменка       | Дисципліна    | Час          | Бали         | Загалом      | Місце        | Час          | Бали         | Загалом      | Місце        | Час          | Бали         | Загалом      | Місце        | Час          | Бали         | Загалом      | Місце        | Час          | Бали         | Загалом      | Місце     |
| ----------------- | ------------- | ------------ | ------------ | ------------ | ------------ | ------------ | ------------ | ------------ | ------------ | ------------ | ------------ | ------------ | ------------ | ------------ | ------------ | ------------ | ------------ | ------------ | ------------ | ------------ | --------- |
| Катаріна Рамзауер | Могул (жінки) | 31.94        | 44.17        | 56.18        | 24           | 31.04        | 42.74        | 55.76        | 19           | Не потрапила | Не потрапила | Не потрапила | Не потрапила | Не потрапила | Не потрапила | Не потрапила | Не потрапила | Не потрапила | Не потрапила | Не потрапила | 29        |

Скікрос
| Спортсмен          | Дисципліна         | № Посіву | № Посіву | 1/8 фіналу | Чвертьфінал  | Півфінал     | Фінал        | Фінал |
| Спортсмен          | Дисципліна         | Час      | Місце    | Місце      | Місце        | Місце        | Місце        | Місце |
| ------------------ | ------------------ | -------- | -------- | ---------- | ------------ | ------------ | ------------ | ----- |
| Адам Каппахер      | Скікрос (чоловіки) | 1:13.58  | 25       | 3          | Не потрапив  | Не потрапив  | Не потрапив  | 22    |
| Йоганнес Рорвек    | Скікрос (чоловіки) | 1:12.71  | 10       | 2 Q        | 2 Q          | 3 SF         | 3            | 7     |
| Трістан Такатс     | Скікрос (чоловіки) | 1:13.29  | 19       | 2 Q        | 4            | Не потрапив  | Не потрапив  | 15    |
| Роберт Вінклер     | Скікрос (чоловіки) | 1:14.05  | 30       | 4          | Не потрапив  | Не потрапив  | Не потрапив  | 30    |
| Крістіна Федермайр | Скікрос (жінки)    | 1:21.02  | 21       | 3          | Не потрапила | Не потрапила | Не потрапила | 22    |
| Андреа Лімбахер    | Скікрос (жінки)    | 1:19.69  | 18       | 2 Q        | 3            | Не потрапила | Не потрапила | 11    |
| Катрін Офнер       | Скікрос (жінки)    | 1:19.95  | 19       | 2 Q        | 3            | Не потрапила | Не потрапила | 12    |

## Санний спорт
Завдяки місцям у Кубку світу 2021–2022 від Австрії на Ігри кваліфікувалися десять спортсменів, троє з яких сформували естафетну команду.
Чоловіки
| Спортсмен                | Дисципліна     | 1-й заїзд | 1-й заїзд | 2-й заїзд | 2-й заїзд | 3-й заїзд | 3-й заїзд | 4-й заїзд | 4-й заїзд | Сума     | Сума  |
| Спортсмен                | Дисципліна     | Час       | Місце     | Час       | Місце     | Час       | Місце     | Час       | Місце     | Час      | Місце |
| ------------------------ | -------------- | --------- | --------- | --------- | --------- | --------- | --------- | --------- | --------- | -------- | ----- |
| Давід Гляйршер           | Одномісні сани | 57.407    | 6         | 58.240    | 12        | 58.908    | 26        | 58.617    | 20        | 3:53.172 | 15    |
| Ніко Ґляйршер            | Одномісні сани | 59.110    | 27        | 58.351    | 14        | 57.370    | 3         | 57.452    | 5         | 3:52.283 | 12    |
| Вольфганг Кіндль         | Одномісні сани | 57.110    | 2         | 57.430    | 1         | 57.117    | 2         | 57.238    | 2         | 3:48.895 | 2     |
| Лоренц Коллер Томас Штеу | Двомісні сани  | 58.426    | 3         | 58.639    | 3         | Н/Д       | Н/Д       | Н/Д       | Н/Д       | 1:57.065 | 3     |

Жінки
| Спортсменка    | Дисципліна     | 1-й заїзд | 1-й заїзд | 2-й заїзд | 2-й заїзд | 3-й заїзд | 3-й заїзд | 4-й заїзд | 4-й заїзд | Сума     | Сума  |
| Спортсменка    | Дисципліна     | Час       | Місце     | Час       | Місце     | Час       | Місце     | Час       | Місце     | Час      | Місце |
| -------------- | -------------- | --------- | --------- | --------- | --------- | --------- | --------- | --------- | --------- | -------- | ----- |
| Маделайне Егле | Одномісні сани | 59.342    | 17        | 58.493    | 2         | 58.542    | 5         | 58.432    | 3         | 3:54.809 | 4     |
| Ганна Прок     | Одномісні сани | 58.762    | 6         | 58.732    | 5         | 58.532    | 4         | 58.798    | 9         | 3:54.824 | 5     |
| Ліза Шульте    | Одномісні сани | 58.523    | 3         | 59.074    | 12        | 58.646    | 6         | 58.642    | 6         | 3:54.885 | 6     |

Естафета змішаних команд
| Спортсмени                                                 | Дисципліна | 1-й заїзд | 1-й заїзд | 2-й заїзд | 2-й заїзд | 3-й заїзд | 3-й заїзд | Сума     | Сума  |
| Спортсмени                                                 | Дисципліна | Час       | Місце     | Час       | Місце     | Час       | Місце     | Час      | Місце |
| ---------------------------------------------------------- | ---------- | --------- | --------- | --------- | --------- | --------- | --------- | -------- | ----- |
| Маделайне Егле Вольфганг Кіндль Томас Штеу / Лоренц Коллер | Естафета   | 1:00.054  | 2         | 1:01.342  | 1         | 1:02.090  | 2         | 3:03.486 | 2     |

## Лижне двоборство
Від Австрії на Ігри кваліфікувалися 5 спортсменів.
| Спортсмен                                                        | Дисципліна                        | Стрибки з трампліна | Стрибки з трампліна | Стрибки з трампліна | Лижні перегони | Лижні перегони | Загалом | Загалом |
| Спортсмен                                                        | Дисципліна                        | Відстань            | Бали                | Місце               | Час            | Місце          | Час     | Місце   |
| ---------------------------------------------------------------- | --------------------------------- | ------------------- | ------------------- | ------------------- | -------------- | -------------- | ------- | ------- |
| Мартін Фріц                                                      | Нормальний трамплін/10 км         | 96.0                | 105.2               | 18                  | 25:02.4        | 14             | 26:53.4 | 12      |
| Лукас Грайдерер                                                  | Нормальний трамплін/10 км         | 103.5               | 123.4               | 2                   | 24:36.3        | 7              | 25:14.3 | 3       |
| Йоганнес Лампартер                                               | Нормальний трамплін/10 км         | 100.0               | 116.9               | 5                   | 24:12.7        | 3              | 25:16.7 | 4       |
| Франц-Йозеф Рерль                                                | Нормальний трамплін/10 км         | 102.0               | 115.8               | 7                   | 25:08.3        | 17             | 26:17.3 | 19      |
| Лукас Грайдерер                                                  | Великий трамплін/10 км            | 129.0               | 112.8               | 11                  | 25:37.1        | 4              | 27:25.1 | 5       |
| Йоганнес Лампартер                                               | Великий трамплін/10 км            | 128.0               | 118.1               | 8                   | 26:04.3        | 8              | 27:31.3 | 6       |
| Франц-Йозеф Рерль                                                | Великий трамплін/10 км            | 135.5               | 121.9               | 6                   | 27:10.2        | 23             | 28:22.2 | 11      |
| Маріо Зайдль                                                     | Великий трамплін/10 км            | 130.0               | 119.5               | 7                   | 27:07.5        | 21             | 28:28.5 | 13      |
| Мартін Фріц Лукас Грайдерер Йоганнес Лампартер Франц-Йозеф Рерль | командний великий трамплін/4×5 км | 532.0               | 475.4               | 1                   | 51:44.7        | 8              | 51:44.7 | 4       |

## Скелетон
Завдяки своїм місцям у світовому рейтингу, від Австрії на Ігри кваліфікувалися 3 скелетоністи.
| Спортсмен           | Дисципліна | 1-й заїзд | 1-й заїзд | 2-й заїзд | 2-й заїзд | 3-й заїзд | 3-й заїзд | 4-й заїзд | 4-й заїзд | Сума    | Сума  |
| Спортсмен           | Дисципліна | Час       | Місце     | Час       | Місце     | Час       | Місце     | Час       | Місце     | Час     | Місце |
| ------------------- | ---------- | --------- | --------- | --------- | --------- | --------- | --------- | --------- | --------- | ------- | ----- |
| Замуель Маєр        | Чоловіки   | 1:01.36   | 15        | 1:01.13   | 11        | 1:01.05   | 13        | 1:00.95   | 11        | 4:04.49 | 13    |
| Александер Шлінтнер | Чоловіки   | 1:01.56   | 16        | 1:01.73   | 19        | 1:01.66   | 19        | 1:01.24   | 14        | 4:06.19 | 17    |
| Янін Флок           | Жінки      | 1:02.64   | 14        | 1:02.72   | 10        | 1:02.23   | 8         | 1:02.45   | 15        | 4:10.04 | 10    |

## Стрибки з трампліна
Від Австрії на Ігри кваліфікувалися 5 чоловіків і 4 жінки.
30 січня, за день перед від'їздом збірної до Пекіна, одна з фавориток у боротьбі за золоту медаль Маріта Крамер здала позитивний тест на Ковід-19, і їй не дозволили летіти разом з товаришами по команді, хоча в неї й не було жодних симптомів.
Чоловіки
| Спортсмен                                          | Дисципліна                          | Кваліфікація | Кваліфікація | Кваліфікація | Перший раунд | Перший раунд | Перший раунд | Фінал    | Фінал | Фінал | Загалом | Загалом |
| Спортсмен                                          | Дисципліна                          | Відстань     | Бали         | Місце        | Відстань     | Бали         | Місце        | Відстань | Бали  | Місце | Бали    | Місце   |
| -------------------------------------------------- | ----------------------------------- | ------------ | ------------ | ------------ | ------------ | ------------ | ------------ | -------- | ----- | ----- | ------- | ------- |
| Мануель Феттнер                                    | Нормальний трамплін                 | 102.0        | 107.5        | 6 Q          | 102.5        | 134.5        | 5            | 104.0    | 136.3 | 1     | 270.8   | 2       |
| Ян Герль                                           | Нормальний трамплін                 | 87.0         | 78.5         | 37 Q         | 98.0         | 128.9        | 15           | 97.0     | 119.9 | 20    | 248.8   | 19      |
| Даніель Губер                                      | Нормальний трамплін                 | 90.0         | 90.8         | 23 Q         | 96.0         | 128.1        | 19           | 101.5    | 125.5 | 10    | 253.6   | 13      |
| Штефан Крафт                                       | Нормальний трамплін                 | 100.0        | 108.5        | 5 Q          | 98.0         | 129.2        | 14           | 99.5     | 128.9 | 6     | 258.1   | 10      |
| Мануель Феттнер                                    | Великий трамплін                    | 128.0        | 120.5        | 11 Q         | 138.5        | 138.0        | 5            | 134.0    | 134.7 | 12    | 272.7   | 7       |
| Ян Герль                                           | Великий трамплін                    | 127.0        | 117.0        | 15 Q         | 136.0        | 135.6        | 7            | 137.0    | 135.3 | 11    | 270.9   | 9       |
| Даніель Губер                                      | Великий трамплін                    | 126.0        | 117.7        | 14 Q         | 133.0        | 127.4        | 21           | 132.5    | 127.7 | 22    | 255.1   | 20      |
| Штефан Крафт                                       | Великий трамплін                    | 128.5        | 127.6        | 4 Q          | 131.5        | 127.9        | 19           | 136.5    | 136.2 | 10    | 264.1   | 13      |
| Мануель Феттнер Ян Герль Daniel Huber Штефан Крафт | Великий трамплін, командна першість | Н/Д          | Н/Д          | Н/Д          | 519.0        | 458.4        | 2            | 516.0    | 484.3 | 1     | 942.7   | 1       |

Жінки
| Спортсменка           | Дисципліна          | Перший раунд | Перший раунд | Перший раунд | Фінал        | Фінал        | Фінал        | Загалом      | Загалом      |
| Спортсменка           | Дисципліна          | Відстань     | Бали         | Місце        | Відстань     | Бали         | Місце        | Бали         | Місце        |
| --------------------- | ------------------- | ------------ | ------------ | ------------ | ------------ | ------------ | ------------ | ------------ | ------------ |
| Ліза Едер             | Нормальний трамплін | 92.0         | 92.3         | 15 Q         | 90.0         | 101.1        | 7            | 193.4        | 8            |
| Даніела Ірашко-Штольц | Нормальний трамплін | 91.5         | 94.1         | 14 Q         | 80.5         | 83.9         | 16           | 178.0        | 12           |
| Ева Пінкельніг        | Нормальний трамплін | 87.0         | 83.9         | 18 Q         | 84.0         | 82.6         | 17           | 166.5        | 20           |
| Зофі Зоршаг           | Нормальний трамплін | ДСК          | ДСК          | ДСК          | Не потрапила | Не потрапила | Не потрапила | Не потрапила | Не потрапила |

Змішані
| Спортсмени                                                   | Дисципліна                            | Перший раунд | Перший раунд | Перший раунд | Фінал    | Фінал | Фінал | Загалом | Загалом |
| Спортсмени                                                   | Дисципліна                            | Відстань     | Бали         | Місце        | Відстань | Бали  | Місце | Бали    | Місце   |
| ------------------------------------------------------------ | ------------------------------------- | ------------ | ------------ | ------------ | -------- | ----- | ----- | ------- | ------- |
| Ліза Едер Мануель Феттнер Штефан Крафт Даніела Ірашко-Штольц | Нормальний трамплін (змішані команди) | 299.0        | 370.7        | 6 Q          | 378.5    | 447.3 | 3     | 818.0   | 5       |

## Сноубординг
Від Австрії на Ігри кваліфікувалися 9 чоловіків і 5 жінок.
Фристайл
| Спортсмен        | Дисципліна            | Кваліфікація | Кваліфікація | Кваліфікація | Кваліфікація | Кваліфікація | Фінал       | Фінал       | Фінал       | Фінал       | Фінал       |
| Спортсмен        | Дисципліна            | 1-ша спроба  | 2-га спроба  | 3-тя спроба  | Найкраща     | Місце        | 1-ша спроба | 2-га спроба | 3-тя спроба | Найкраща    | Місце       |
| ---------------- | --------------------- | ------------ | ------------ | ------------ | ------------ | ------------ | ----------- | ----------- | ----------- | ----------- | ----------- |
| Клеменс Міллауер | Слоупстайл (чоловіки) | 38.71        | 32.06        | Н/Д          | 38.71        | 27           | Не потрапив | Не потрапив | Не потрапив | Не потрапив | Не потрапив |
| Анна Гассер      | Біг-ейр (жінки)       | 73.25        | 62.25        | 80.25        | 153.50       | 6 Q          | 90.00       | 86.75       | 95.50       | 185.50      | 1           |
| Анна Гассер      | Слоупстайл (жінки)    | 50.71        | 75.00        | Н/Д          | 75.00        | 4 Q          | 35.01       | 43.58       | 75.33       | 75.33       | 6           |

Паралельні
| Спортсмен          | Дисципліна                    | Кваліфікація | Кваліфікація | 1/8 фіналу       | Чвертьфінал             | Півфінал          | Фінал               | Фінал       |
| Спортсмен          | Дисципліна                    | Час          | Місце        | Суперник Час     | Суперник Час            | Суперник Час      | Суперник Час        | Місце       |
| ------------------ | ----------------------------- | ------------ | ------------ | ---------------- | ----------------------- | ----------------- | ------------------- | ----------- |
| Беньямін Карл      | Гігантський слалом (чоловіки) | 1:21.25      | 2 Q          | Янков (BUL) W    | Паєр (AUT) W            | Фішналлер (ITA) W | Мастнак (SLO) W     | 1           |
| Лукас Матіс        | Гігантський слалом (чоловіки) | 1:23.75      | 23           | Не потрапив      | Не потрапив             | Не потрапив       | Не потрапив         | Не потрапив |
| Александер Паєр    | Гігантський слалом (чоловіки) | 1:22.10      | 10 Q         | Новачик (POL) W  | Карл (AUT) L +1.57      | Не потрапив       | Не потрапив         | 8           |
| Андреас Проммеґґер | Гігантський слалом (чоловіки) | 1:21.37      | 3 Q          | Кавіцель (SUI) W | Фішналлер (ITA) L +0.51 | Не потрапив       | Не потрапив         | 6           |
| Юлія Дуймовіц      | Гігантський слалом (жінки)    | 1:27.43      | 5 Q          | Куммер (SUI) W   | Деккер (NED) L +4.29    | Не потрапила      | Не потрапила        | 6           |
| Даніела Ульбінґ    | Гігантський слалом (жінки)    | 1:27.77      | 7 Q          | Фаррелл (CAN) W  | Гофмайстер (GER) W      | Котник (SLO) W    | Ледецька (CZE) L НФ | 2           |

Сноубордкрос
| Спортсмен                         | Дисципліна      | № Посіву | № Посіву | 1/8 фіналу | Чвертьфінал  | Півфінал     | Фінал        | Фінал |
| Спортсмен                         | Дисципліна      | Час      | Місце    | Місце      | Місце        | Місце        | Місце        | Місце |
| --------------------------------- | --------------- | -------- | -------- | ---------- | ------------ | ------------ | ------------ | ----- |
| Якоб Дузек                        | Чоловіки        | 1:17.05  | 3        | 4          | Не потрапив  | Не потрапив  | Не потрапив  | 25    |
| Алессандро Геммерле               | Чоловіки        | 1:17.24  | 4        | 2 Q        | 1 Q          | 2 Q          | 1            | 1     |
| Юліан Люфтнер                     | Чоловіки        | 1:17.00  | 2        | 2 Q        | 1 Q          | 1 Q          | 4            | 4     |
| Лукас Пахнер                      | Чоловіки        | 1:18.49  | 14       | 3          | Не потрапив  | Не потрапив  | Не потрапив  | 20    |
| Піа Церкгольд                     | Жінки           | 1:24.53  | 9        | НФ         | Не потрапила | Не потрапила | Не потрапила | 25    |
| Алессандро Геммерле Піа Церкгольд | Змішані команди | Н/Д      | Н/Д      | Н/Д        | 4            | Не потрапили | Не потрапили | =13   |

## Ковзанярський спорт
Від Австрії на Ігри кваліфікувалися 1 чоловік і 1 жінка.
Жінки
| Спортсменка    | Дисципліна | Заїзд    | Заїзд |
| Спортсменка    | Дисципліна | Час      | Місце |
| -------------- | ---------- | -------- | ----- |
| Ванесса Герцог | 500 м      | 37.28    | 4     |
| Ванесса Герцог | 1000 м     | 1:15.644 | 8     |

Масстарт
| Спортсмен     | Дисципліна          | Півфінал | Півфінал | Півфінал | Фінал | Фінал   | Фінал |
| Спортсмен     | Дисципліна          | Бали     | Час      | Місце    | Бали  | Час     | Місце |
| ------------- | ------------------- | -------- | -------- | -------- | ----- | ------- | ----- |
| Ґабріель Одор | Масстарт (чоловіки) | 10       | 7:44.28  | 4 Q      | 2     | 8:10.46 | 10    |